# Egan (Luisiana)
Egan es un lugar designado por el censo ubicado en la parroquia de Acadia en el estado estadounidense de Luisiana. En el Censo de 2010 tenía una población de 631 habitantes y una densidad poblacional de 50,12 personas por km².

## Geografía
Egan se encuentra ubicado en las coordenadas 30°14′44″N 92°30′42″O / 30.24556, -92.51167. Según la Oficina del Censo de los Estados Unidos, Egan tiene una superficie total de 12.59 km², de la cual 12.56 km² corresponden a tierra firme y (0.25%) 0.03 km² es agua.

## Demografía
Según el censo de 2010, había 631 personas residiendo en Egan. La densidad de población era de 50,12 hab./km². De los 631 habitantes, Egan estaba compuesto por el 96.99% blancos, el 2.22% eran afroamericanos, el 0.32% eran amerindios, el 0% eran asiáticos, el 0% eran isleños del Pacífico, el 0% eran de otras razas y el 0.48% pertenecían a dos o más razas. Del total de la población el 1.43% eran hispanos o latinos de cualquier raza.